# Kiyaamwa
Kiyaamwa ist eine Insel in Somalia. Sie gehört politisch zu Jubaland und geographisch zu den Bajuni-Inseln, einer Kette von Koralleninseln (Barriereinseln), welche sich von Kismaayo im Norden über 100 Kilometer bis zum Raas Kaambooni nahe der kenianischen Grenze erstreckt.

## Geographie
Die Insel liegt vor der Küste zwischen dem langgezogenen Kiwaasa im Norden und Koyaama im Süden.
Die Insel liegt ca. 1,5 km von der Küste entfernt und besteht aus mehreren kleinen Riffen, die nur durch schmale Kanäle voneinander getrennt sind.

## Klima
Als Klima herrscht heißes Steppenklima mit Monsuneinfluss.